# Liv Tyler
Liv Rundgren Tyler (ur. 1 lipca 1977 w Nowym Jorku) – amerykańska aktorka. Córka lidera grupy rockowej Aerosmith Stevena Tylera i fotomodelki Bebe Buell.

## Życiorys
W wieku 14 lat wyjechała razem z matką do Nowego Jorku, aby rozpocząć karierę modelki. Jej fotografie pojawiły się w amerykańskich magazynach „Seventeen” czy „Mirabella”. W tym okresie występowała także w teledyskach oraz telewizyjnych filmach reklamowych.
Jako aktorka zadebiutowała w 1994, niedługo po występie wraz z Alicią Silverstone w teledysku do piosenki „Crazy” zespołu Aerosmith, po którym zdecydowała się spróbować sił jako aktorka. Pierwszą ważną rolę odegrała w filmie Zrozumieć ciszę. Jeszcze tego roku wygrała casting do roli w niezależnym filmie Jamesa Magolda Heavy. W 1997 zdobyła pochlebne recenzje krytyków, występując w filmie włoskiego reżysera Bernardo Bertolucciego Ukryte pragnienia. Również w 1997 magazyn „People” umieścił jej nazwisko na liście „50 najpiękniejszych ludzi świata”. W 1998 zagrała w teledysku do piosenki „I Don’t Want to Miss a Thing” grupy Aerosmith.
Współpracowała z reżyserami, takimi jak Tom Hanks, Robert Altman czy Pat O’Connor.
Największą popularność zdobyła dzięki roli Arweny w superprodukcji opartej na książce J.R.R. Tolkiena, nowozelandzkiego reżysera Petera Jacksona – Władca Pierścieni.
Była ambasadorką marki Triumph w latach 2017–2018.

## Życie prywatne
Spotykała się z aktorem Joaquinem Phoenixem, którego poznała w 1995 roku na planie filmu Abbottowie prawdziwi. Od 2003 do 2008 jej mężem był muzyk Royston Langdon, z którym ma syna Milo (ur. 2004). Jej partnerem jest David Gardner – 11 lutego 2015 roku urodził się ich syn. 10 lipca 2016 roku para powitała na świecie córkę – Lulę Rose.

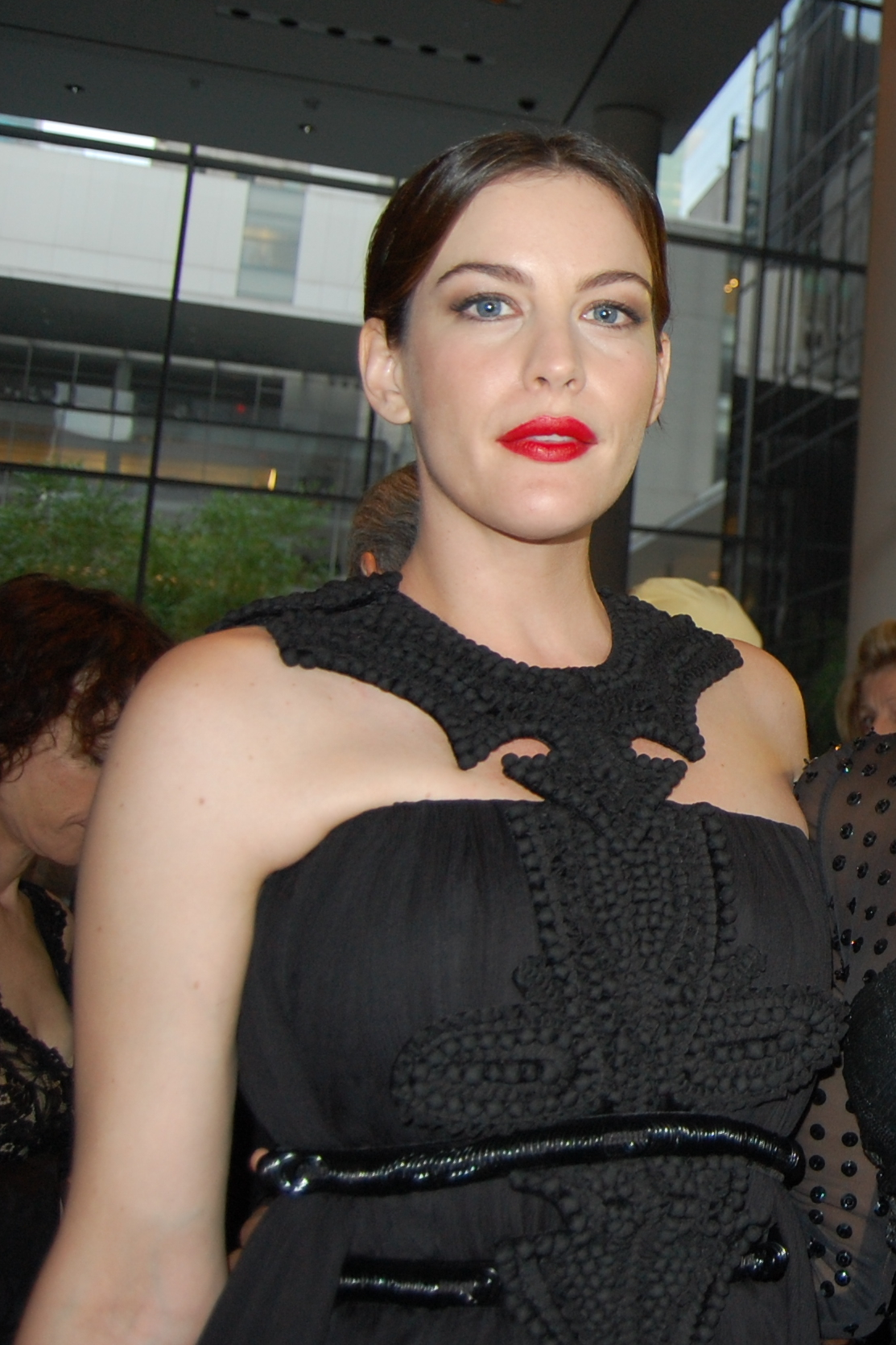
2007

## Filmografia
- 1994: Zrozumieć ciszę (Silent Fall) jako Sylvie Warden
- 1995: Empire Records jako Corey
- 1995: Victor, syn Dolly (Heavy) jako Callie
- 1996: Szaleństwa młodości (That Thing You Do!) jako Faye Dolan
- 1996: Ukryte pragnienia (Stealing Beauty) jako Lucy Harmon
- 1997: Abbottowie prawdziwi (Inventing the Abbotts) jako Pamela Abbott
- 1997: Droga przez piekło (U Turn) jako dziewczyna na przystanku autobusowym
- 1998: Armageddon jako Grace Stamper
- 1999: Kto zabił ciotkę Cookie? (Cookie's Fortune) jako Emma Duvall
- 1999: Oniegin (Onegin) jako Tatiana Larina
- 1999: Plunkett i Macleane (Plunkett & Macleane) jako lady Rebecca
- 2000: Dr T. i kobiety (Dr. T and the Women) jako Marilyn
- 2001: O czym marzą faceci (One Night at McCool's) jako Jewel Valentine
- 2001: Władca Pierścieni: Drużyna Pierścienia (The Lord of the Rings: The Fellowship of the Ring) jako Arwena
- 2002: Władca Pierścieni: Dwie wieże (The Lord of the Rings: The Two Towers) jako Arwena
- 2003: Władca Pierścieni: Powrót króla (The Lord of the Rings: The Return of the King) jako Arwena
- 2004: Dziewczyna z Jersey (Jersey Girl) jako Maya
- 2005: Samotny Jim (Lonesome Jim) jako Anika
- 2007: Nieszczęścia chodzą parami (Smother) jako Clare Cooper
- 2007: Zabić wspomnienia (Reign Over Me) jako Angela Oakhurst
- 2008: Nieznajomi (The Strangers) jako Kristen McKay
- 2008: Incredible Hulk (The Incredible Hulk) jako Betty Ross
- 2010: Super jako Sarah Helgeland
- 2011: Punkt zwrotny (The Ledge) jako Shauna
- 2012: Robot i Frank (Robot & Frank) jako Madison
- 2014: Jamie Marks Is Dead jako Linda
- 2014: Stacja kosmiczna 76 (Space Station 76) jako Jessica
- 2014–2017: Pozostawieni (The Leftovers) jako Meg Abbott
- 2017: Gunpowder jako Anne Vaux

## Nagrody
- 1997: Ukryte pragnienia – nominacja; Young Star Award, najlepsza aktorka w dramacie
- 1999: Armageddon – nominacja; MTV Movie Awards, najlepsza rola kobieca
- 1999: Armageddon – nominacja; MTV Movie Awards, najlepszy duet aktorski
- 1999: Armageddon – nominacja; Złota Malina, najgorsza aktorka drugoplanowa